# Dharasuram
Dharasuram es una ciudad y nagar Panchayat situada en el distrito de Thanjavur en el estado de Tamil Nadu (India). Su población es de 15326 habitantes (2011). Se encuentra a 36 km de Thanjavur y a 2 km de Kumbakonam.

## Demografía
Según el censo de 2011 la población de Dharasuram era de 15326 habitantes, de los cuales 7663 eran hombres y 7663 eran mujeres. Dharasuram tiene una tasa media de alfabetización del 85,24%, superior a la media estatal del 80,09%: la alfabetización masculina es del 80,79%, y la alfabetización femenina del 79,68%.